# Strings Theory
Strings Theory — дебютный студийный альбом Миуши, вышедший в апреле 2008 года.

## Об альбоме
Наталья Некрасова (Miusha): «Мой альбом „Strings Theory“ — о красоте. О красоте волшебного мира звуков, самого идеального и необыкновенного из миров, пронизанного любовью и спокойствием, напоминающего о том, что мы не одиноки во Вселенной. Это пластинка о красоте, которая окружает нас, которая может доставлять одновременно и радость, и боль, но которая, я уверена, обязательно спасет мир».
«На мой взгляд, альбом получился очень эклектичным — на нём есть песни, близкие к поп-музыке, такие как „Out of mind“, „Strings theory“, есть экспериментальные треки с непростыми гармониями и созвучиями, близкими к классической музыке, такие как „12“, „DNA“, „Salted ice“. На пластинке есть и очень лиричные, трип-хоповые композиции, такие как „Windy song“ и „Spiders“, и танцевальные вещи, написанные в deep house стилистике — „Aquarell“, „Zaza“. В целом, по своему духу альбом „Strings Theory“ получился танцевальным, граничащим с поп-музыкой, но в то же время и очень личным. Его многослойность объединяет в себе множество разнообразных музыкальных тенденций и настроений, близких мне в разные моменты жизни. Я бы сказала, что это эклектика моей души, выраженная в музыке».
Мастеринг записи был осуществлен в лондонской студии «The Exchange».

## Список композиций
1. 12 — 5:04
2. Out Of Mind — 4:45
3. Aquarelle — 4:20
4. Atomic Bomb — 3:41
5. DNA — 4:00
6. An Accident — 3:30
7. Salted Ice — 5:15
8. Strings Theory — 5:15
9. Windy Song — 3:57
10. Zaza — 3:10
11. Spiders — 4:29
12. Out Of Mind (Blackfeel Wite Remix) — 7:47
13. Strings Theory (Blackfeel Wite Remix) — 8:12
14. Out Of Mind (The Whoremastaz Remix) — 7:46

## Участники записи
- Наталья Некрасова (Miusha) — вокал, музыка, тексты
- Андрей Самсонов — музыка, тексты
- Андрей Шило — бас-гитара
- Оскар — клавишные
- Дымок — барабаны